# Jõemõisa järv
Jõemõisa järv är en sjö i Estland. Arean är 0,72 kvadratkilometer. Den ligger i Mustvee kommun i landskapet Jõgevamaa nära gränsen till Tartumaa, i den centrala delen av landet, 150 km sydost om huvudstaden Tallinn. Jõemõisa järv ligger 39 meter över havet. Den utgör tillsammans med den mindre Papijärv och den större Kaiu järv ett sjöområde vars såväl tillflöde som utflöde utgörs av ån Kääpa jõgi. 